# Octobre 1893

## Événements
- Visite de la flotte russe à Toulon.

- 3 octobre [1]: conférence de Bangkok pour la délimitation des zones d'influence britanniques et française en Asie du Sud-Est. Création par la France du Protectorat du Laos, future composante de l'Union indochinoise.
  - Le Siam est impliqué dans une querelle de frontière avec la France en Indochine. Les Français (Auguste Pavie) envoient des navires de guerre à Bangkok et obligent les Siamois à leur céder le Cambodge et toute la partie du Laos située à l’est du Mékong. Le Laos devient protectorat français et la rive droite du Mékong est démilitarisée.

- 10 octobre : projet de loi électorale en Autriche. Le texte provoque l’indignation des conservateurs et la chute du cabinet Eduard Taaffe en novembre.

- 27 octobre - 28 octobre (Maroc) : attaque de Melilla par les tribus marocaines. Le gouverneur militaire Margallo est tué (Guerra de Margallo ou de Melilla). Des troupes espagnoles débarquent à Melilla. L’Espagne, qui a déjà 25 000 hommes dans l’enclave, exige une indemnité pour la destruction d’un fortin par les tribus. Elle n’obtient qu’une faible réparation du sultan. L’incident illustre les pressions qui s’exercent sur le Maroc alors que la tension persiste sur la frontière avec l’Algérie.

- 28 octobre : le HMS Havock flotte sur la Tamise : il est le premier destroyer construit par Yarrow.

## Naissances
- 12 octobre : George Hodgson, nageur olympique.
- 30 octobre : Achille Enderlin, pionnier français de l'aviation, pilote d'essai de l'Aéropostale († 31 décembre 1927).

## Décès
- 26 octobre : John Bruce, président du gouvernement provisoire métis en 1869.
- 30 octobre : John Joseph Caldwell Abbott, premier ministre du Canada.